# Омар Хаші Аден
Омар Хаші Аден (Omar Hashi Aden) — міністр безпеки Сомалі. Убитий 18 червня 2009 в адміністративному центрі провінції Хіран місті Беледуейне на заході країни, коли в готель врізався автомобіль смертника з вибухівкою. В результаті вибуху загинули щонайменше 20 осіб.

## Виноски
1. ↑  http://news.bbc.co.uk/2/hi/africa/8106838.stm
2. ↑  Adow, Mohammed Amiin (18 червня 2009). Somali security minister killed. CNN. Архів оригіналу за 21 червня 2009. Процитовано 18 червня 2009.